# Wahlen zum Senat der Vereinigten Staaten 1984
Die Wahlen zum Senat der Vereinigten Staaten 1984 zum 99. Kongress der Vereinigten Staaten fanden am 6. November statt. Sie waren Teil der Wahlen in den Vereinigten Staaten an diesem Tag und fielen mit der Präsidentschaftswahl zusammen, bei der Ronald Reagan in einem Erdrutschsieg wiedergewählt wurde.
Zur Wahl standen die 33 Sitze der Klasse II, Nachwahlen für vorzeitig aus dem Amt geschiedene Senatoren fanden keine statt. 14 dieser Senatoren gehörten der Demokratischen Partei an, 19 den Republikanern. 26 Amtsinhaber konnten ihre Sitze verteidigen, 11 Demokraten und 15 Republikaner. 3 Sitze wechselten von den Republikanern zu den Demokraten, einer in umgekehrter Richtung. Dadurch verringerte sich die republikanische Mehrheit von 55 auf 53 Sitze, die Demokraten verbesserten sich von 45 auf 47.
Zu Veränderungen nach der Wahl siehe auch Liste der Mitglieder des Senats im 99. Kongress der Vereinigten Staaten.

## Ergebnisse
| Staat          | Amtierender Senator    | Partei       | Ergebnis                   | Neuer Senator          |
| -------------- | ---------------------- | ------------ | -------------------------- | ---------------------- |
| Alabama        | Howell Heflin          | Demokrat     | wiedergewählt              | Howell Heflin          |
| Alaska         | Ted Stevens            | Republikaner | wiedergewählt              | Ted Stevens            |
| Arkansas       | David Pryor            | Demokrat     | wiedergewählt              | David Pryor            |
| Colorado       | William L. Armstrong   | Republikaner | wiedergewählt              | William L. Armstrong   |
| Delaware       | Joe Biden              | Demokrat     | wiedergewählt              | Joe Biden              |
| Georgia        | Sam Nunn               | Demokrat     | wiedergewählt              | Sam Nunn               |
| Idaho          | James A. McClure       | Republikaner | wiedergewählt              | James A. McClure       |
| Illinois       | Charles H. Percy       | Republikaner | Zugewinn Demokraten        | Paul M. Simon          |
| Iowa           | Roger Jepsen           | Republikaner | Zugewinn Demokraten        | Tom Harkin             |
| Kansas         | Nancy Landon Kassebaum | Republikaner | wiedergewählt              | Nancy Landon Kassebaum |
| Kentucky       | Walter Huddleston      | Demokrat     | Zugewinn Republikaner      | Mitch McConnell        |
| Louisiana      | Bennett Johnston       | Demokrat     | wiedergewählt              | Bennett Johnston       |
| Maine          | William Cohen          | Republikaner | wiedergewählt              | William Cohen          |
| Massachusetts  | Paul Tsongas           | Demokrat     | von Demokraten gehalten    | John Kerry             |
| Michigan       | Carl Levin             | Demokrat     | wiedergewählt              | Carl Levin             |
| Minnesota      | Rudy Boschwitz         | Republikaner | wiedergewählt              | Rudy Boschwitz         |
| Mississippi    | Thad Cochran           | Republikaner | wiedergewählt              | Thad Cochran           |
| Montana        | Max Baucus             | Demokrat     | wiedergewählt              | Max Baucus             |
| Nebraska       | J. James Exon          | Demokrat     | wiedergewählt              | J. James Exon          |
| New Hampshire  | Gordon J. Humphrey     | Republikaner | wiedergewählt              | Gordon J. Humphrey     |
| New Jersey     | Bill Bradley           | Demokrat     | wiedergewählt              | Bill Bradley           |
| New Mexico     | Pete Domenici          | Republikaner | wiedergewählt              | Pete Domenici          |
| North Carolina | Jesse Helms            | Republikaner | wiedergewählt              | Jesse Helms            |
| Oklahoma       | David L. Boren         | Demokrat     | wiedergewählt              | David L. Boren         |
| Oregon         | Mark Hatfield          | Republikaner | wiedergewählt              | Mark Hatfield          |
| Rhode Island   | Claiborne Pell         | Demokrat     | wiedergewählt              | Claiborne Pell         |
| South Carolina | Strom Thurmond         | Republikaner | wiedergewählt              | Strom Thurmond         |
| South Dakota   | Larry Pressler         | Republikaner | wiedergewählt              | Larry Pressler         |
| Tennessee      | Howard Baker           | Republikaner | Zugewinn Demokraten        | Al Gore                |
| Texas          | John Tower             | Republikaner | von Republikanern gehalten | Phil Gramm             |
| Virginia       | John Warner            | Republikaner | wiedergewählt              | John Warner            |
| West Virginia  | Jennings Randolph      | Demokrat     | von Demokraten gehalten    | Jay Rockefeller        |
| Wyoming        | Alan K. Simpson        | Republikaner | wiedergewählt              | Alan K. Simpson        |

- wiedergewählt: ein gewählter Amtsinhaber wurde wiedergewählt.